# Lüchow
Lüchow (phát âm tiếng Đức: [ˈlyːço]) là thị xã huyện lỵ của huyện Lüchow-Dannenberg, bang Niedersachsen, Đức. Đô thị này có diện tích 89,01 km². Đô thị này có cự ly khoảng13 km về phía bắc của Salzwedel. Lüchow nằm trên con đường phong cảnh Đức.
Lüchow là thủ phủ của Samtgemeinde ("đô thị tập thể") Lüchow (Wendland).